# هيباتيا
هيباتيا السكندرية (350-370 تقريبًا - 415) (باليونانية: Υπατία) هي فيلسوفة تخصصت في الفلسفة الأفلاطونية المحدثة، وهي تعد أول امرأة في التاريخ يلمع اسمها كعالمة رياضيات، كما لمعت في تدريس الفلسفة وعلم الفلك.
لا توجد معلومات مؤكدة عن تاريخ ميلادها لكن دراسات أجريت مؤخراً تشير إلى أنها قد ولدت عام 370م بالإسكندرية. أي أنها كانت تبلغ 45 عامًا عند وفاتها. يبدو أن هيياتيا كان تعرف باسمين مختلفين أو كان هناك طريقتان لكتابة نفس الاسم، الأولى هيباتيا والثانية هيباشيا. وقد كان هناك آنذاك امرأتان تحملان ذلك الاسم، هيباتيا ابنة ثيون السكندري، وهيباتيا ابنة اريتريوس. كان والد الأولى هو عالم الرياضيات والفلك الشهير ثيوس الذي عاصر ببس الرومي الذي عاش بالإسكندرية خلال فترة حكم الإمبراطور ثيوذوسيوس الأول. وقد اعتبر كُتّاب السيرة الذاتية لثيون، رئيس جامعة الإسكندرية، أنه كان فيلسوفًا.
كانت هيباتيا تتبع المدرسة الأفلاطونية المحدثة الفلسفية القديمة، لذا فكانت تتبع النهج الرياضي لأكاديمية أفلاطون في أثينا، التي مثّلها إيودوكيوس الكنيدوسي، تأثرت هيباتيا بفكر أفلوطين الذي عاش في القرن الثالث الميلادي، الذي كان يفضّل الدراسة المنطقية والرياضياتية بدلاً من المعرفة التجريبية، ويرى أن للقانون أفضلية على الطبيعة. حياة العقل لأتباع أفلوطين كان الهدف منها الاتحاد مع الصوفية الإلهية.
عاشت هيباتيا في مصر الرومانية، وماتت على يد حشد من المسيحيين بعد اتهامها بممارسة السحر والإلحاد والتسبب في اضطرابات دينية. ترى كاثلين وايلدر أن مقتل هيباتيا يُعدّ نهاية للعصر الكلاسيكي القديم، كما لاحظ ستيفن غرينبلات إن مقتلها «أثَّر بشدة في انحدار الحياة الفكرية السكندريَّة»، وعلى النقيض فيرى كريستيان فيلدبرغ وماريا زيليسكا أن الفلسفة الهلنستية ظلت في حالة متألقة خلال القرنين الخامس والسادس، وربما حتى إبَّان عهد الإمبراطور جستينيان الأول.

## نشأتها
لم ينقل لنا كتاب السيرة الذاتية لهيباتيا سوى القليل عن حياتها الخاصة المبكرة. ونعلم أنها نشأتها على صلة وثيقة مع جامعة الإسكندرية وقد تلقت الجزء الأكبر من تعلمها على يد والدها.
إذا كنا سوف نحكم بناءًا على السجلات التي تركها المؤرخون يمكننا أن نستخلص أن حياتها المبكرة لم تكن مليئة بالأحداث وإنها قد قضت الجزء الأكبر من وقتها في الدراسة والقراءة مع والدها في الجامعة. وقد دفعنا سويداس وسقراط وآخرون إلى الاعتقاد بأن هيباتيا كانت رائعة الجمال ليس فقط من حيث الشكل بل أيضاً من حيث الشخصية.
ولدت هيباتيا في الإسكندرية حوالي عام 355م. والدها هو الفيلسوف وعالم الرياضيات ثيون. ومع أنه من أفضل الفلاسفة الذين عاشوا في منتصف القرن الرابع، إلا أن المصادر لم تذكر أي شيء بشأن زوجته والدة هيباتيا. لكنها ربما كانت تنتمي إلى أسرة من المفكرين حيث كانت تتم العديد من الزيجات التي جمعت بلاغيين وفلاسفة ببنات زملائهم خلال الفترة التي تزوج فيها والدي هيباتيا. على سبيل المثال تزوج الفيلسوف ثامسطيوس من ابنة فيلسوف آخر خلال أربعينات القرن الثاني (340م)، كما تزوج البلاغي هوميروس من فتاة تنتمي إلى أسرة عريقة من المفكرين بأثينا في نفس الفترة تقريبًا.
في العادة كان الأبناء الذين يولدون لمثل تلك الزيجات يتلقون تعليمًا يؤهلهم للعمل الثقافي الذي تمتهنه الأسرة. هذا الأمر ليس مفاجئًا، لكن الأبناء الإناث أيضًا كن بحاجة إلى التعليم. وقد كانت بعضهن تتدربن كذلك على التدريس، لكن حتى اللاتي لم ترغبن في التدريس كن بحاجة إلى تدريب كافٍ كي تتمكن من تعليم أبنائها. كانت الزوجات الرومانيات أصغر سنًا بكثير من أزواجهن وأدى الواقع الديموغرافي آنذاك إلى أن تتولى النساء تعليم الأبناء بعد وفاة الأزواج. إذا كان الأبناء سوف يرثون مهنة العائلة فلا بد أن يكون باستطاعة الأمهات تحديد ما إذا كان المعلم قادراً أم لا.
ليس بإمكاننا أن نحدد قدر التعليم التي تلقته والدة هيباتيا لكن من الواضح أن ثيون وزوجته أنشآها على أن تكون شابة فيلسوفة ورياضية مثقفة، وهو ما يعني أن التعليم الذي حظيت به هيباتيا اختلف تمامًا عن التدريب العملي الذي كانت تتلقاه المصريات. وعلى الرغم من تعلم نساء الطبقتين الفقيرة والمتوسطة اللاتي تعيشن في المناطق الريفية مبادئ الآداب إلا أنهن لم يحتجن إلى مستوى أكثر تقدمًا. قد يكون الحال أفضل قليلاً بالنسبة للفقيرات من سكان الحضر، فقد كانت لديهن فرصة أكبر في التعلم لكن ذلك لم يكن يتعدى مجرد التعرف على الحروف وكتابتها. أما نساء الطبقة العليا فقد كن يحظين بفرص أكثر، على الأقل نظريًا.
وقد كان التعليم لدى الصفوة في القرن الرابع عبارة عن عملية متعددة المراحل، تبدأ في المنزل بإعطاء مقدمة عن سبل الخطابة الملائمة ثم تحليل القصص التي تستخلص منها دروساً حول السلوك اللائق. وقد كان معظم هذا التدريب المبدأي يتم بواسطة مرضعات تعينهن الأسر للاعتناء بالطفل حتى سن السادسة أو السابعة. وفي سن السابعة تبدأ الفتاة في تعلم اللغة وقواعد السلوك الأساسية التي ستجعل منها أحد أفراد الصفوة.
بلغت هيباتيا مرحلة التدريب النحوي في بداية مراهقتها وهو يرتكز على تمارين تساعدها على تعلم كيفية تصحيح القواعد النحوية، وتطوير مهارات التعبير البلاغي، وإجادة المحتوى الرئيسي لبعض الأعمال الأدبية الشهيرة التي تنتمي للعصور الوسطى. كان هذا التدريب ذا أهمية مضاعفة نظرًا لاختلاف اللغة اليونانية التي يستخدمها صفوة المصريين في الكتابة، عن اللغة اليونانية المستخدمة التي يتحدث بها معظم الناس. فبعد مرور 700 عام على الفترة التي عاش فيها أفلاطون، وبينما ظلت اللغة اليونانية الأدبية إلى حد ما كما هي طوال تلك القرون، تطورت اللغة الشفهية بصورة ملحوظة. فقد كانت اللغة اليونانية في الفترة الكلاسيكية تنطق بلهجة مختلفة عما أصبحت عليه في القرن الرابع، مما جعل من الصعب على متحدثي اللغة اليونانية الرومانية الأواخر أن يستوعبوا الأوزان الشعرية اليونانية (وحتى بعض الكلمات المنفردة). لذلك فقد كان لا بد من تعلم اللغة اليونانية الأدبية لمن كانت اليونانية لغتهم الأم مثل هيباتيا.
كان التدريب النحوي بمثابة تمهيد لكيفية القراءة والكتابة وفهم اللغة، ولكن كان له أيضًا غرض خفي. فقد كان المعلمون يصممون دروسهم بحيث يتم قراءة مجموعة من النصوص والتوقف عند كل مرة يتم فيها الإشارة إلى حدث أو شخصية مهمة لشرحها للطلاب. ومع تقدم الفتاة في التدريب، بدأت تعمل على تمرينات تعرف باسم «بروجيمناسماتا».
وقد دفعتها تلك التمارين إلى تناول تفاصيل بعض القصص شهيرة، والمقولات المؤثرة المنسوبة لشخصيات تاريخية مثل ديوجانس الكلبي وإيسقراط، بالإضافة إلى تحديد الموضوعات باستخدام المهارات اللغوية التي كانت قد اكتسبتها مسبقًا. وقد ساعدها ذلك على تطوير مهاراتها في الكتابة والقراءة كما كان هذا التدريب أيضا بمثابة تربية أخلاقية فقد تم اختيار النصوص التي قرأت والقصص التي حللت والشخصيات التاريخية التي نوقشت لأنها تساعد أفراد الصفوة الصغار على فهم السلوكيات اللائقة.

## تعليمها
هذا الاستعراض للممارسات التعليمية التي شهدها العالم الروماني الأخير يلقي الضوء على  عدد من الطرق التي قد تكون هيباتيا قد تعلمت بواسطتها. لسوء الحظ، فإن معلوماتنا حول تعليم هيباتيا تقتصر على نظرة شاملة دون وجود معلومات عن العملية التي اكتسبت من خلالها هذا التعليم. وتشير المصادر إلى أن هيباتيا «قد تعلمت العلوم الرياضية بشكل كامل» على يد والدها، وأن اهتماماتها قد اتسعت لتشمل «صورًا أخرى من الفلسفة» لدرجة أنها تفوقت على والدها «بطرق عديدة». وهو ما يدل على أنها قد أجادت اللغة، والقواعد النحوية، والفلسفة (بالمعنى الواسع)، دون ذكر أنها قد تلقت تعليمتها على يد أي معلم سوى والدها.
بذلك فإن معظم تعليمها المبكر يظل موضع شك، حيث يغلب الغموض على فترة تدريبها الأولي على القراءة والكتابة، لكنها على الأغلب قد تمت في المنزل. وربما كان ذلك أمرًا عاديًا للغاية لذا لم يذكره أي من المؤلفين الذين كتبوا عن هيباتيا. ومع أن المصادر لم توضح أي شيء حول تدريب هيباتيا على القواعد النحوية، يمكننا على الأقل أن نخمن الطريقة التي تم من خلالها.
في منتصف القرن الرابع، كانت الحواجز بين فروع النحو، والبلاغة، والفلسفة، قد بدأت تتلاشى بسبب زيادة الطلب على تعلم البلاغة والنحو خصوصًا مقارنةً بالفلسفة والرياضيات. ولإعالة أنفسهم، أعطى العديد من الفلاسفة دروسًا نحوية لذوي المستويات الأدني.
وقد كان هذا هو الحال بالنسبة للفلاسفة البارزين أيضًا، مثل كريسانثيوس وهو معلم سابق للإمبراطور يوليانوس، وقد كان يقوم بتدريس قواعد النحو بمقابل مادي للتلاميذ في مدينة سارد بحلول عام 350 م، إلى جانب تعليم الفلسفة. وقد قام الفيلسوف الشهير سيوريانس بالشيئ نفسه حوالي عام 400 م. مع ذلك فقد كان جادًا في اهتمامه بتدريس القواعد النحوية حتى أنه قام بشرح اثنين من المؤلفات النحوية لهيرموجينيس من طرسوس (Hermogenes of Tarsus). في العقود الأخيرة من القرن الخامس، كان الفيلسوف هورابولون (Horapollon)، وهو من زملاء متحف الإسكندرية مثل ثيون، يدير مدرسة لتعليم قواعد النحو في الإسكندرية. إذًا فمن الممكن أن تكون هيباتيا قد انتقلت مباشرة من تعلم اللغة في المنزل على يد معلم، إلى مدرسة والدها. وإذا كان هذا صحيحًا، فإنها لم تخرج أبدًا من دائرة تابعي ثيون.
وربما تكون قد تلقت تعليم النحو في فصل دراسي يضم أولادًا (وربما بعض الفتيات الأخريات)، وذلك تحت إشراف أحد مساعدي ثيون.  وليس من الواضح ما إذا كانت هيباتيا قد تلقت أي تدريب رسمي في البلاغة. في حال كان هذا صحيحًا، فلا بد أنه قد تم في مدرسة والدها ثيون أو أحد البلاغيين الذين تربطهم به علاقة. مع ذلك تجدر الإشارة إلى أنه لم يرد ذكر أي تدريب بلاغي تلقته هيباتيا.
رغم أن المستويات الدنيا من التدريب البلاغي كانت تتضمن مهارات مفيدة مثل كتابة الخطاب الرسمي، إلا أن الهدف النهائي لهذا التدريب كان أن يتعلم الطلاب كيفية إلقاء خطابات عامة مقنعة تتفق مع الأنماط البلاغية السائدة. لم يكن مسموحًا للنساء آنذاك بالعمل في المحاماة أو تقديم عروض بلاغية على حد علمنا، لذا فقد كان هذا التدريب غير مجدي بالنسبة لهيباتيا.
من المحتمل إذًا أن تكون هيباتيا قد قضت وقتًا قصيرًا في دراسة البلاغة، وبدلاً منها انتقلت سريعًا إلى الرياضيات بعد دراسة مبدأية لكتاب «بروجيمناسماتا» (Progymnasmata) واستعراض باقي المسائل العملية الأساسية مثل الكتابة الفعالة للخطابات. قد يكون هذا القرار مفاجئًا بالنسبة للتلاميذ من الذكور لكن من المؤكد أن هيباتيا كان بوسعها إتخاذه إذا أرادت. سيصبح الأمر أكثر تأكيدًا عندما ننتقل إلى التعليم الرياضي والفلسفي الذي تلقته هيباتيا. على الأرجح أنها قد بدأت تحت توجيه من والدها وذلك في أواخر فترة المراهقة أو بداية العشرينات. رغم أن الرياضيات والفلسفة تختلفان بشدة في إطار التعليم الجامعي الحالي، إلا أنهما كانا مرتبطين خلال العصور القديمة. وقد كان الفلاسفة الأفلاطونيون يقومون بتدريس الرياضيات كمنهج تمهيدي بحيث يتم تهيئ التلاميذ لدراسة أرسطو وأفلاطون. إلا أن مدرسة ثيون كانت تركز أكثر على الرياضيات عندما كانت هيباتيا طالبة. على الأغلب، تضمن تدريبها قراءة منهجية لمجموعة من النصوص الرياضية التي تم إعدادها صورة خاصة بحيث تسمح لها باكتساب وتطوير المهارات الرياضية الأكثر تعقيدًا.
لا يوجد أي أثر يوضح المنهج الدراسي الذي اتبعته  هيباتيا، لكن منهج دراسة الطب والفلسفة في القرن السادس يعطي فكرة عن ذلك، فقد كان طلاب الفلسفة يدرسون كتاب «الأورغانون» من تأليف أرسطو يليه مجموعة من حوارات أفلاطون التي يقرأونها بترتيب محدد وتهدف إلى تنمية الفضائل الفلسفية لدى الطلاب. وقد كان طلاب الطب يتبعون منهجًا مماثلاً يتكون من 11 عملاً لأبقراط و 15 أو 16 عملاً لجالين، تتم قراءتها بترتيب محدد وتنتمي إلى مجالات طبية مختلفة.
من المرجح أن دارسي الفلسفة من الرجال والنساء كانوا يرون أن مناهجهم تتشابه في طريقة إعدادها. وقد ألف عالم الرياضيات السكندري «ببس» عملاً بعنوان «المجموعة» في أوائل القرن الرابع ويضم 8 كتب تتناول عددًا من الموضوعات الرياضية من بينها: الحساب، والهندسة، والفلك، والميكانيكا. وهو بمثابة خلاصة وافية للتعليم الرياضي وهو منظم بحيث تستند المواد الأكثر صعوبة على تلك التي تم تناولها مسبقًا.
لم تكتف هيباتيا بمجرد تدريب رياضي عادي، بل نجحت بسرعة في إثبات أنها أكثر قدرة من والدها وقامت بتطوير مهارات أعظم من تلك التي يمتلكها. في مرحلة ما، انتقلت هيباتيا من كونها طالبة تدرس العلوم الرياضية في مدرسة والدها، إلى أن أصبحت أحد زملائه. وفي العالم الحديث، يتحدد هذا الانتقال بصورة واضحة حيث يصبح الطلاب من زملاء أساتذتهم عند مناقشة الرسالة، وهي عمل مهم ينتج عن دراسة مبتكرة تنم عن إبداع فكري وقدرة عملية في مجال التخصص.

## حياتها
هيباتيا هي ابنة ثيون آخر زملاء سيزاريوم الإسكندرية الذي كان إما ملاصقا لمكتبة الإسكندرية أو بداخلها، والذي كان معلمها وآخر علماء الرياضيات المعروفين، والمنتمين إلى مدرسة الإسكندرية. وقد سافرت إلى أثينا وإيطاليا للدراسة قبل أن تكون عميدة للمدرسة الأفلاطونية نحو عام 400 ميلادية. وقد عرفت هيباتيا بدفاعها عن الفلسفة والتساؤل، ومعارضتها للإيمان المجرد.
كانت هيباتيا، بحسب للموسوعة البيزنطية المسماة (سودا) والتي صدرت في القرن العاشر الميلادي، أستاذة فلسفة وعلّمت فلسفتَي أرسطو وأفلاطون على السواء. وكان بين طلابها عدد من المسيحيين والأجانب، ورغم أنها كانت لا تؤمن بأي إله (لا يوجد مصدر يؤكد دينها)، إلا أنها كانت محل تقدير وإعجاب تلامذتها المسيحيين واعتبرتها في العصور اللاحقة بعض المؤلّفين المسيحيين رمزًا للفضيلة. وأشيع أنها كانت زوجة الفيلسوف ايزودور السكندري غير أنها بقيت طوال حياتها عذراء. ويحكى أنها رفضت أحد خطابها عن طريق إعطائه خرقة بها بقع من دمها موضحة له أنه لا يوجد «شيء جميل» في الرغبات الجسدية.
تبادلت هيباتيا مراسلات مع تلميذها السابق سينوسيوس القورينائي، الذي أصبح عام 410 ميلادية أسقف بتلومياس (ليبيا). وتعتبر هذه الرسائل مع كتابات دامسكيوس عنها المصادر الوحيدة المتبقية عن هيباتيا من طريق طلابها.
يتحدث المؤرخ الكنسي سقراط عن هيباتيا في كتابه «تاريخ الكنيسة»، قائلاً: «كانت هناك امرأة في الإسكندرية تدعى هيباتيا، وهي ابنة الفيلسوف ثيون. كانت بارعة في تحصيل كل العلوم المعاصرة، مما جعلها تتفوق على كل الفلاسفة المعاصرين لها، حيث كانت تقدم تفسيراتها وشروحاتها الفلسفية، خاصة فلسفة أفلاطون لمريديها الذين قدموا من كل المناطق، بالإضافة إلى تواضعها الشديد لم تكن تهوى الظهور أمام العامة. رغم ذلك كانت تقف أمام قضاة المدينة وحكامها دون أن تفقد مسلكها المتواضع المهيب الذي كان يميزها عن سواها، والذي أكسبها احترامهم وتقدير الجميع لها. كان والي المدينة (اورستوس) في مقدمة هؤلاء الذي كانوا يكنون لها عظيم الاحترام.»

## موتها
كان المسيحيون هم أقوى المنافسين الفلسفيين لهيباتيا، وقد رفضوا رسميًا أقوالها الأفلاطونية حول طبيعة الإله والحياة الأخرى بالإضافة إلى عدم التزامها بمبادئ الدين المسيحي الصارمة. قد كانت تعتبر نفسها أفلاطونية محدثة، ووثنية، ومن أتباع أفكار فيثاغورس.
وكان التفاف جمهور المثقفين حول الفيلسوفة هيباتيا يسبب حرجًا بالغًا للكنيسة المسيحية وراعيها الأسقف كيرلس الأول الذي كان يدرك خطورة هيباتيا على جماعة المسيحيين في المدينة، خاصة وأن أعداد جمهورها كان يزداد بصورة لافتة للأنظار، بالإضافة إلى أن صداقتها للوالي (أوريستوس) الذي كانت بينه وبين أسقف الإسكندرية (كيرلس الأول الملقب «عمود الدين») صراع سياسي في النفوذ والسيطرة على المدينة، لقد كان أوريستوس مقربًا إلى هيباتيا ويكن لها تقديرًا كبيرًا. كما قيل أنه كان أحد تلاميذها، وهو ما يفسر استياء البابا كيرلس مما قد يمثله وجود هيباتيا.
وزاد الأمر سوءً لأن الأسقف دخل في صراع مع اليهود الموجودين بالمدينة، وسعي جاهداً لإخراجهم منها، ونجح في ذلك إلى حد كبير وذلك بمساعدة أعداد كبيرة من الرهبان، الذين شكلوا ما يمكن تسميته (بجيش الكنيسة)، ولم يكن باستطاعة الوالي التصدي لهذه الفوضى، بل وتعرض بدوره للإهانة من جانب بعض الرهبان الذين قاموا بقذفه بالحجارة، بعد أن علموا بالتقرير الذي أرسله للإمبراطور متضمنًا الفوضى التي جرت بالإسكندرية جراء اشتباكاتهم مع اليهود، ومن ثم تأزمت العلاقة بين جمهور المسيحيين وبين الوالي أوريستوس رغم أنه كان مسيحياً أيضا، وسرت الشائعات في المدينة أن سبب هذا العداء بين رجلي الإسكندرية يعود إلى هيباتيا وتأثيرها على حاكم المدينة، وهذا لم يكن يعني حسب اعتقادهم أن المدينة لن تعرف الهدوء إلا بالخلاص منها.
كان مقتلها مأساويًا على يد جموع من المسيحيين تتبعتها عقب رجوعها لبيتها بعد إحدى ندواتها حيث قاموا بجرها من شعرها، ثم قاموا بنزع ملابسها وجرها عارية تماما بحبل ملفوف على يدها في شوارع الإسكندرية حتى تسلخ جلدها، ثم إمعانا في تعذيبها، قاموا بسلخ الباقي من جلدها بالأصداف إلى أن صارت جثة هامدة، ثم ألقوها فوق كومة من الأخشاب وأشعلوا بها النيران، وكان ذلك على الأغلب في شهر مارس من عام 415م.
على غرار الكثير من ضحايا الإرهاب الديني، ربما لم تقتل هيباتيا سوى لأنها كانت شخصية شهيرة تتبع الجانب الآخر من الانقسام الديني.
جدير بالذكر أن هيباتيا هي أول عالمة رياضيات في تاريخ البشرية نمتلك عنها معلومات مؤكدة ومفصلة إلى حد ما، ولم تظهر بعدها أية عالمة رياضيات شهيرة أخرى قبل ماريا أنيزي في عصر النهضة.
وقد قيل عن هيباتيا أنها كانت ذات مظهر جذاب وأنها أمضت حياتها عزباء بإرادتها. وعند سؤالها عن سبب ولعها بالرياضيات ورفضها للزواج، أجابت بأنها متزوجة بالحقيقة.
تسبب مقتل هيباتيا في رحيل عدد كبير من العلماء عن الإسكندرية، كما كان نهاية لقرون من التقدم اليوناني في مجال الرياضيات. خلال العصور المظلمة في أوروبا، لعب الهندوس والعرب دور الريادة في الرياضيات.

## الحياة الفكرية بعد هيباتيا
كان موت هيباتيا إيذانًا بنهاية عصر التنور الفكري والتقدم المعرفي الذي شهدته مدينة الإسكندرية لمدة 750 عامًا.  بعد مقتلها، قام العديد من العلماء بترك المدينة والانتقال إلى أثينا أو إلى مراكز أخرى.
خلال العقود التالية، قام الغزاة الأجانب والمواطنون المتمردون بمهاجمة مباني الجامعة العظيمة، وتخريب المكتبة، وحرق عدد كبير من الكتب لتدفئة مياه الحمامات العامة. إن النسخة الخاصة بهيباتيا وثيون من كتاب "الأصول" لإقليدس، وتعليقات هيباتيا على كل من كتاب "أريثميتيكا" لديوفانتوس، وكتاب "الجداول"  “Handy Tables” لبطليموس، وكتاب بليناس "القطع المخروطي"Conics"، لم يتم الحفاظ عليها إلا من خلال النسخ التي جلبها العلماء إلى مدن الشرق الأدنى حيث تمت ترجمتها إلى العربية، أما الكتابات الفلسفية فقد فقدت إلى الأبد.
أدى الطابع الفريد لهيباتيا كامرأة مفكرة في ثقافة يهيمن عليها الرجال، فضلاً مصرعها بطريقة بشعة، إلى قيام المؤرخين والكتاب بنقل قصتها مرات عديدة على مدار القرون.  وتذكر النصوص التاريخية من القرن الخامس، والسابع، والعاشر، قصة حياة هيباتيا، وموتها، ومساهماتها في الرياضيات والفلسفة. في عام 1851م، قام الروائي الإنجليزي تشارلز كينجسلي بتحويل قصة حياة ومقتل هيباتيا إلى عمل درامي في كتابه «هيباتيا».  كما جاء وصف السيرة الذاتية لهيباتيا في العديد من كتب القصص القصيرة المجمعة مثل كتاب «رحلات إلى بيوت معلمين عظام» لألبرت هابرت والصادر عام 1908.
في عام 1980، أسس علماء العصر الحديث مجلة «هيباتيا» للنشر الأوراق العلمية الخاصة بالنساء والتي تتناول الدراسات الفلسفية ودراسات المرأة.

## أعمالها
معظم أعمالها كانت عبارة عن أعمال مشتركة مع والدها، ثيون الكنسدروس نتيجة إلى ندرة وجود أعمال أنثوية منفردة للنساء في العصور القديمة. ومن مساهماتها الهامة في مجال العلوم: رسمت مواقع للأجرام السماوية، واختراعها مقياس ثقل السائل النوعي (المكثاف) المستخدم في قياس كثافة ولزوجة السوائل. وقال تلميذها سينوسيوس أنها صنعت أيضاً نوع من آلات الإسطرلاب.
تضمنت أعمال هيباتيا تعليقات على كتاب «أريثميتيكا» من تأليف ديوفانتوس.
في إحدى المسائل الرياضية التي طرحتها هيباتيا على طلابها، طلبت منهم إيجاد حل، وهو رقم صحيح، للزوج التالي من المعادلات: س - ص = أ، س2 - ص2 = (س - ص) + ب، إذا كان أ وب معروفين، أوجد قيمة س، وص، وأ، وب لجعل كلتي المعادلتين صحيحتان.

## أثرها

### العصور القديمة
لم تكن هيباتيا هي الوثنية الأخيرة، ولم تكن أيضًا الفيلسوفة الأخيرة التي تتبع منهج الأفلاطونية الجديدة. نجت الأفلاطونية الجديدة والوثنية على مدار قرون بعد وفاتها. يلاحظ بوث أن عددًا كبيرًا من قاعات المحاضرات الأكاديمية الجديدة قد بنيت في الإسكندرية في كوم الدكة بعد وقت قصير من وفاة هيباتيا، مما يشير إلى أن الفلسفة كانت لا تزال تُدرّس دون أدنى شك في مدارس الإسكندرية. ازدهرت الأفلاطونية الجديدة في جميع أنحاء شرق البحر الأبيض المتوسط خلال الـ200 عام التالية، وذلك بفضل مواصالة فلاسفة مثل هيروكليس بالإسكندرية وجون فيلوبونوس وسيمبليسيوس صقلية وأوليمبيودوروس الأصغر تقديم الملاحظات الفلكية وتدريس الرياضيات وكتابة تعليقات مطولة على أعمال أفلاطون وأرسطو. يشير بوث إلى أن هيباتيا لم تكن حتى آخر فلاسفة الأفلاطونية الجديدة. من أبرز فيلسوفات الأفلاطونية الجديدة اللواتي تبعن نهجها: أيدسيا وأسكلبيجينيا وتيودورا إيميسا، وجميعهن عشن حياة مهنية مماثلة.
ورغم ذلك، وفقا لِواتس لم يكن لدى هيباتيا خليفة مُعيَّنة، ولا زوج، ولا ذرية، ولم يتسبّب موتها المفاجئ في ترك إرثها دون حماية فحسب، بل أثار أيضًا رد فعل عنيف ضد إيديولوجيتها بأكملها. كانت هيباتيا بتسامحها مع الطلاب المسيحيين واستعدادها للتعاون مع القادة المسيحيين تأمل في ترسيخ سابقة يمكن للأفلاطونية والمسيحية أن تتعايش فيها بسلام وتعاون. بدلاً من ذلك، فإن وفاتها والفشل اللاحق من جانب الحكومة المسيحية في فرض العدالة على قتلتها دمّرا هذه الفكرة برمّتها ودفعوا الأفلاطونيين المحدثين المستقبليين، مثل داماسكيوس، إلى اعتبار الأساقفة المسيحيين «شخصيات خطرة وغير فلسفية نهائيّاً أيضًا». أصبحت هيباتيا «شهيدة للفلسفة»، وقد أدى قتلها الفلاسفة إلى تبني مواقف شدّدت تشديدًا متزايدًا على الجوانب الوثنية لنظام معتقداتهم وساعدت في خلق شعور بالهوية للفلاسفة باعتبارهم تقليديين وثنيين منفصلين عن الجماهير المسيحية. وبالتالي، على الرغم من أن موت هيباتيا لم يضع حدّاً لفلسفة الأفلاطونية الجديدة ككل، إلا أن واتس يقول إنها أنهت مجموعة متنوعة منها.
بعد وقت قصير من مقتل هيباتيا، ظهرت رسالة مزورة معادية للمسيحية باسمها. كان داماسكيوس «قلقًا من أن تُستغل فضيحة موت هيباتيا»، وعزى المسؤولية عن اغتيالها إلى الأسقف كيرل وأتباعه المسيحيين. يخلُص مقطع من حياة دمشيد في إيزيدور، المحفوظ في موسوعة سودا Suda ، أن قتل هيباتيا كان بسبب حسد كيرلس بشأن «حكمتها التي تجاوزت جميع الحدود وخاصة في الأمور المتعلقة بعلم الفلك». رواية داماسيوس للجريمة المسيحية بحق هيباتيا هي المصدر التاريخي الوحيد الذي ينسب المسؤولية المباشرة للأسقف كيرلس. في الوقت نفسه، لم يكن داماسيوس طيبًا تمامًا مع هيباتيا؛ فهو وصفها على أنها مجرّد كلبية (تشاؤمية) تائهة، وقارنها مقارنة سلبية مع معلمه إيزيدور الإسكندرية، معلّقًا: «تفوّق إيزيدوروس على هيباتيا تفوقًا عظيمًا، لا كما يتفوّق الرجال على النساء، بل في الطريقة التي سيتجاوز فيها الفيلسوف الحقيقي مجرد عالمة هندسة.»

### العصور الوسطى
كانت وفاة هيباتيا مماثلة لموت الشهداء المسيحيين في الإسكندرية، الذين سُحِلوا في الشوارع خلال اضطهاد ديسيوس في عام 250. هناك جوانب أخرى من حياة هيباتيا تصبّ أيضًا في قالب الشهيد المسيحي، وخاصة عذريتها طوال حياتها. في العصور الوسطى المبكرة، خلط المسيحيون موت هيباتيا بقصص شهداء ديسيوس وأصبحت جزءًا من أساس أسطورة سانت كاترين الإسكندرانية، وهي شهيدة عذراء قيل إنها شديدة الحكمة ومثقفة. ويعود تاريخ أول إجازة على عبادة سانت كاترين من القرن الثامن، أي بعد حوالي ثلاثمائة عام على وفاة هيباتيا. تحكي إحدى القصص عن مواجهة سانت كاترين لخمسين من الفلاسفة الوثنيين الذين يسعون لتحويلها عن دينها، ولكن بدلاً من ذلك تحولّهم جميعًا إلى المسيحية بفضل بلاغتها. زعمت أسطورة أخرى أن القديسة كاترين كانت طالبة أثانسيوس بالإسكندرية.
تحتوي الموسوعة البيزنطية سودا على مدخل طويل جدًا حول هيباتيا يلخص روايتين مختلفتين عن حياتها. تنتمي الخطوط الإحدى عشر الأولى إلى مصدر واحد، أما بقية المدخل مأخوذة من كتاب حياة إيزيدور الذي كتبه داماسيوس. معظم الأسطر الإحدى عشرة الأولى من المدخل قد تكون مقتبسة من كتاب  أونوماتولوس الذي ألّفه هيسيخيوس، ولكن جزءًا من أصل غير معروف، بما في ذلك ادعاء بأنها كانت «زوجة إيزيدور الفيلسوف» (إيزيدور الإسكندرية على ما يبدو). يصف واتس هذا بأنه محيّر للغاية، ليس لأن إيزيدور الإسكندرية لم يولد إلا بعد وفاة هيباتيا بفترة طويلة وحسب، ولا يعرف أي فيلسوف آخر بهذا الاسم المعاصر مع هيباتيا، بل لأنّه يتناقض مع تصريح داماسيوس نفسه الوارد في المدخل نفسه عن هيباتيا كونها عذراء مدى الحياة أيضًا. يشير واتس بأن شخصًا ما ربما أساء فهم معنى كلمة gynē التي استخدمها داماسيوس لوصف هيباتيا في كتاب حياة إيزيدور، لأن ذات الكلمة يمكن أن تعني إما «امرأة» أو «زوجة».
وجمع المفكر البيزنطي فوتيوس (حوالي 810 / 820-893) على رواية داماسيوس عن هيباتيا وسقراط القسطنطينية في كتابه بيبليوتيك Bibliotheke. في تعليقاته الخاصة، يعلّق فوتيوس عن شهرة هيباتيا العظيمة كعالمة، لكنها لكنه لا يذكر موتها، وربما يشير إلى أنه رأى أن عملها العلمي يتمتع بأهمية أكبر. وقد وصف المؤرخ نيسفوروس غريغوراس المفكر إيدوكيا مكرمبولتيسا (1096-1021)، الزوجة الثانية للإمبراطور البيزنطي قسطنطين العاشر دوكاس، قائلاً: «هيباتيا الثانية».

### أوائل العصر الحديث
استخدم العالم الربوبي الإنجليزي في القرن الثامن عشر، جون تولاند، وفاة هيباتيا كأساس لجدل معادٍ للكاثوليكية، حيث غيّر تفاصيل اغتيالها وقدّم عناصر جديدة غير موجودة في أي من مصادره من أجل تصوير كيرلس أسوء تصوير.
استغلّ العالم الربوبي في القرن الثامن عشر جريمة قتل هيباتيا كأساس للمسلك المعادي للكاثوليكية: هيباتيا: أو تاريخ أجمل سيدة، أو الأكثر فضيلة، أو الأكثر ثقافة، أو الأكثر تكاملًأ؛ السيدة التي مزقها رجال الدين في الإسكندرية، لإشباع غرور وقسوة الأسقف كيرلس، المعروف، الذي لا يستحق شهرته، والاقتداء به. من أجل تصوير موت هيباتيا في أسوء تصوير ممكن، غيّر تولاند القصة واخترع عناصر غير موجودة في أي من المصادر القديمة. كتب توماس لويس في عام 1721 رداً يدافع فيه عن كيرلس بعنوان تاريخ هيباتيا، أكثر مُدرّسة وقحة في الإسكندرية: مقتولة وممزقة بين أيدي العوام، في الدفاع عن القديس كيرلس ورجال الدين السكندريين من أباطيل السيد تولاند. رفض لويس رواية داماسياس بأنها غير موثوقة على الإطلاق بسبب حقيقة أن مؤلفها كان «وثنيًا» ثم شرع في المجادلة بأن سقراط سشولاستيكوس كان «بوروريتاني»، والذي كان دائمًا متحيزًا ضد سيريل. 
وضّح فولتير في كتابه اختبار أهمية ميلورد بولينجبروك أو قبر التعصّب (1736) أن هيباتيا كانت مؤمنة «بقوانين الطبيعة العقلانية» و «قدرات العقل البشري الخالية من العقائد»، ووصف وفاتها بأنها «جريمة قتل وحشية ارتكبتها كلاب صيد كيرلس، مع عصابة متعصّبة أخمص أقدامهم». في وقت لاحق، صوّر فولتير مرة أخرى هيباتيا على أنها ربوبية عبقرية ومفكرة حرّة قتلها بوحشية مسيحيون جاهلون أساؤوا الفهم وذلك في مدخل كتابه القاموس الفلسفي (1772). تتجاهل معظم المدخل هيباتيا نفسها وبدلاً من ذلك تتعامل مع الجدل حول ما إذا كانت كيرلس مسؤولاً عن مقتلها أم لا. يختم فولتير بتعليق دنيء: «عندما يجرّد المرء النساء الجميلات عاريات من ملابسهن، فليس عليه ذبحهن».
في عمله الضخم «تاريخ ضعف وسقوط الإمبراطورية الرومانية»، توسّع المؤرخ الإنجليزي إدوارد جيبون في الصور المضللة لتولاند وفولتير بإعلان كيرلس كسبب وحيد لكل الشرور في الإسكندرية في بداية القرن الخامس وتفسير مقتل هيباتيا كدليل لدعم أطروحته الجدلية بأن صعود المسيحية كان السبب الوحيد لانحطاط الإمبراطورية الرومانية. وقد أشار إلى تبجيل كيرلس المستمر كقديس مسيحي، موضحًا أن «الخرافات [المسيحية] ربما تصفح بلطف أكبر سفك دم عذراء، من نفي قديس ما» ردًّا على هذه الاتهامات، أصرّ المؤلفون الكاثوليك، وكذلك بعض البروتستانت الفرنسيين، بقوّة شديدة على أن كيرلس لم يكن له أي دور على الإطلاق في قتل هيباتيا وأن بيتر ذا ليكتور كان المسؤول الوحيد عن مقتلها. في أثناء هذه المناقشات الساخنة، توضع هيباتيا جانبًا ويتم تجاهلها، في حين تركز النقاشات تركيزًا أكبر بكثير على مسألة إذا ما كان بيتر ذا لكتور قد تصرّف من تلقاء نفسه أو بموجب أوامر تلقاها من كيرلس.

## وصلات خارجية
- "Hypatia", Biographies of Women Mathematicians, Agnes Scott College
- سقراط الدارس: التاريخ الكنسي